# Стрибки у воду на Чемпіонаті Європи з водних видів спорту 2022 — синхронний трамплін, 3 метри (чоловіки)
Змагання зі синхронних стрибків у воду з трампіліна серед чоловіків на Чемпіонаті Європи з водних видів спорту 2022 відбулись 21 серпня.

## Результати
| Місце | Країна          | Спортсмени                           | Бали  | Бали  | Бали  | Бали  | Бали  | Бали  | Бали    |
| Місце | Країна          | Спортсмени                           | T1    | T2    | T3    | T4    | T5    | T6    | Загалом |
| ----- | --------------- | ------------------------------------ | ----- | ----- | ----- | ----- | ----- | ----- | ------- |
| 1     | Велика Британія | Ентоні Гардінґ Джек Лафер            | 49.20 | 48.60 | 85.68 | 64.26 | 84.36 | 80.73 | 412.83  |
| 2     | Італія          | Лоренцо Марсалья Джованні Точчі      | 52.80 | 43.20 | 71.61 | 84.66 | 72.00 | 63.24 | 387.51  |
| 3     | Україна         | Олександр Горшковозов Олег Колодій   | 47.40 | 48.60 | 76.50 | 73.47 | 64.98 | 73.44 | 384.39  |
| 4     | Швейцарія       | Ґійом Дютуа Йонатон Суков            | 44.40 | 42.00 | 72.90 | 71.61 | 76.50 | 60.42 | 367.83  |
| 5     | Німеччина       | Тімо Бартель Моріц Вейсманн          | 44.40 | 46.80 | 73.44 | 77.70 | 38.85 | 60.42 | 341.61  |
| 6     | Греція          | Теофілос Афтіньйос Ніколаос Молваліс | 43.20 | 37.80 | 59.40 | 50.40 | 64.17 | 64.80 | 319.77  |
| 7     | Грузія          | Сандро Мелікідзе Торніке Онікашвілі  | 43.80 | 40.20 | 54.90 | 51.00 | 62.10 | 60.45 | 312.45  |
| 8     | Швеція          | Давід Екдаль Еліас Петерсен          | 42.60 | 36.00 | 54.90 | 60.30 | 58.50 | 58.59 | 310.89  |